# Diefenbacher Mettenberg
Das Naturschutzgebiet (NSG) Diefenbacher Mettenberg im baden-württembergischen Enzkreis umfasst eine Fläche von rund 3 Hektar, die zur Markung von Sternenfels gehört. Die Naturschutzgebietsverordnung des Regierungspräsidiums Karlsruhe stammt vom 21. Dezember 1979.

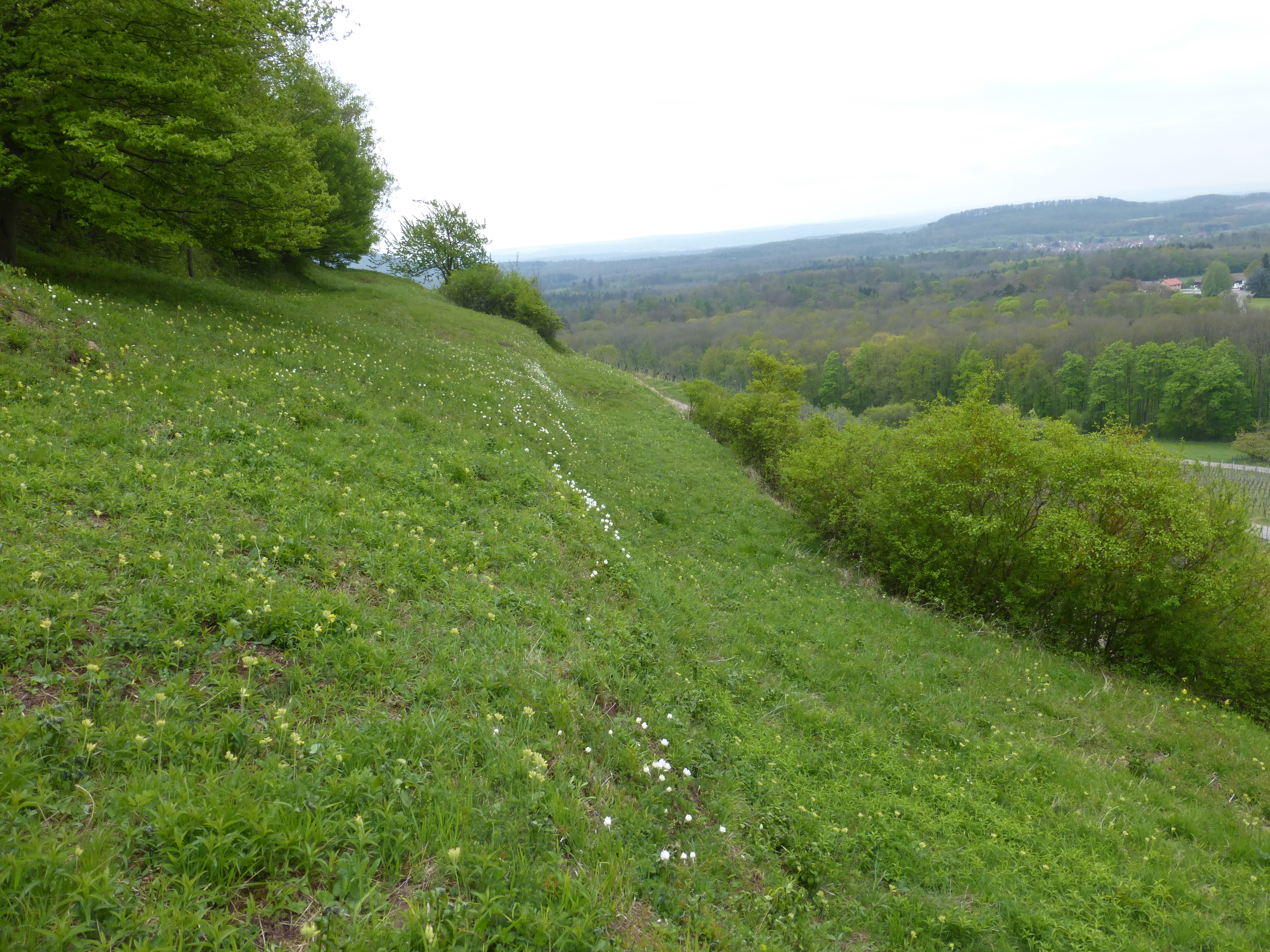
Steppenrasen mit Großem Windröschen (Anemone sylvestris) am Mettenberg, 22. April 2017

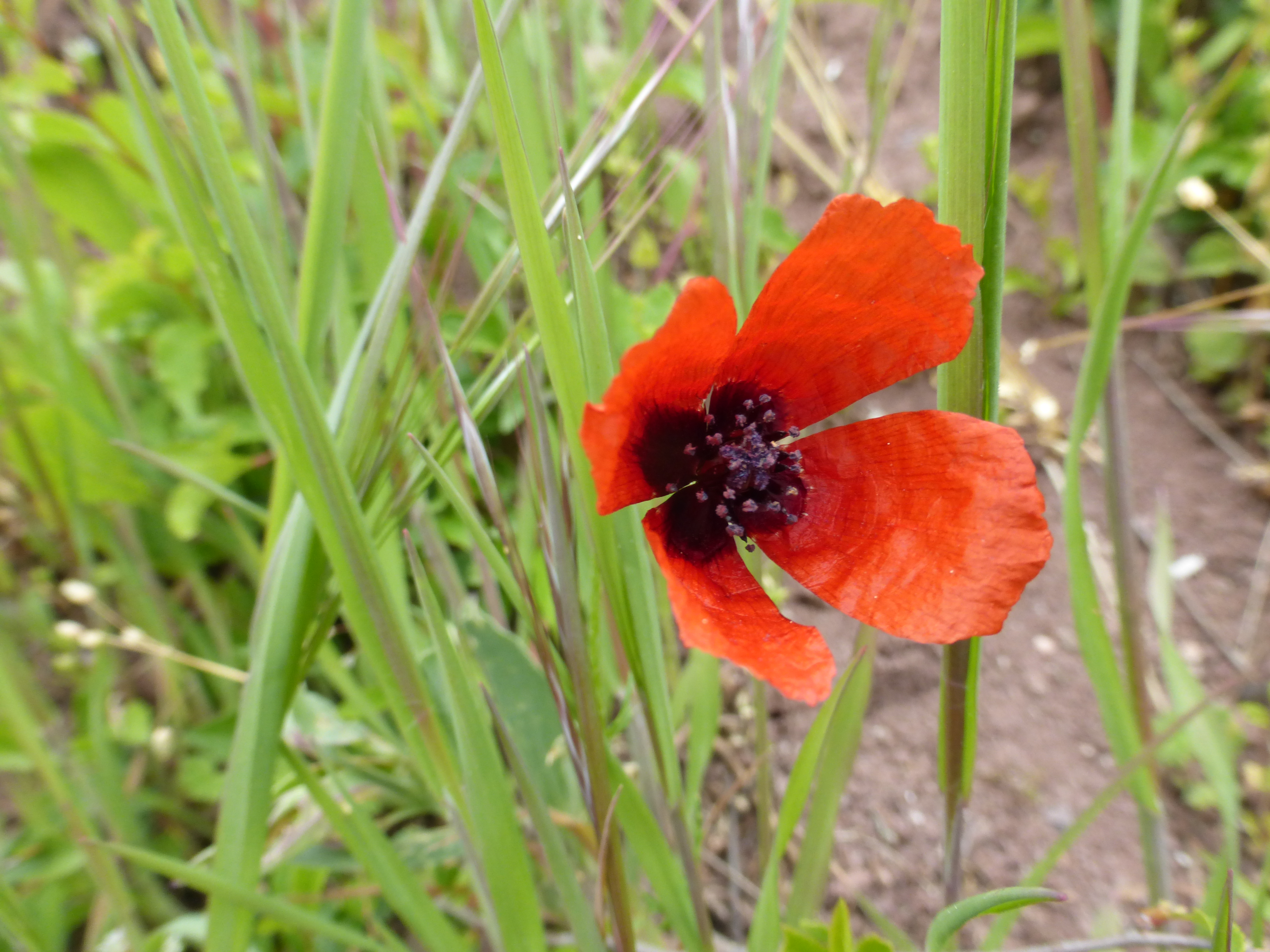
Sandmohn (Papaver argemone) am Diefenbacher Mettenberg, 22. April 2017

## Lage
Das Naturschutzgebiet liegt im Naturpark Stromberg-Heuchelberg an einem Weinberghang südöstlich von Diefenbach (Ortsteil der Gemeinde Sternenfels). Das NSG ist sowohl Bestandteil des FFH-Gebietes Stromberg als auch des Vogelschutzgebiets Stromberg.

## Schutzzweck
Wesentlicher Schutzzweck ist aus ökologischen sowie wissenschaftlichen Gründen die Erhaltung der Bergkuppe des Mettenberges mit seinem naturnahen Eichenwald (Luzulo-Quercetum) und seinen Steppenheidefluren in ihrer Eigenart, Vielfalt und Schönheit.
Die Schutzwürdigkeit ist besonders begründet in:
- der Bedeutung des Gebietes als Lebensraum artenreicher Pflanzen- und Tiergesellschaften;
- der Bedeutung des Gebietes als Standort seltener und gefährdeter Pflanzenarten wie Großes Windröschen (Anemone sylvestris), Pechnelke (Lychnis viscaria) und Speierling (Sorbus demestica).

## Tier- und Pflanzenarten
Der Diefenbacher Mettenberg, bereits 1969 im Vorfeld einer Rebflurbereinigung einstweilig sichergestellt und 1979 zum Naturschutzgebiet erklärt, ist Heimat einer Vielzahl seltener und gefährdeter Tier- und Pflanzenarten. Auf offenen Böden der Hangkante kommen Sand-Mohn (Papaver argemone), Schöner Pippau (Crepis pulchra), Sprossende Felsennelke (Petrorhagia prolifera) und Kleinfrüchtiger Leindotter (Camelina microcarpa) vor.
Die Magerrasen beherbergen viele Kostbarkeiten, so die heimischen Orchideen Pyramiden-Hundswurz (Orchis pyramidalis), Helm-Knabenkraut (Orchis militaris), Purpur-Knabenkraut (Orchis pupurea) und Bocks-Riemenzunge (Himantoglossum hircinum).
Andere Arten der Halbtrockenrasen und -säume wie Kreuz-Enzian (Gentiana cruciata), Blutroter Storchschnabel (Geranium sanguineum), Bergklee  (Trifolium montanum) und Hügel-Klee (Trifolium alpestre) unterstreichen die Bedeutung des Gebietes.
Für den bodensauren Eichen-Hainbuchen-Wald ist Draht-Schmiele (Deschampsia flexuosa) typisch. Als Besonderheiten tritt Färber-Scharte (Serratula tinctoria) auf.
Der Diefenbacher Mettenberg ist Lebensstätte von Bechsteinfledermaus  (Myotis bechsteinii), Hirschkäfer  (Lucanus cervus) und Russischer Bär (Euplagia quadripunctaria).

## Pflegemaßnahmen
Schutz- und Pflegemaßnahmen werden in einem Pflege- und Entwicklungsplan und durch Einzelanordnung der höheren Naturschutzbehörde (Regierungspräsidium Karlsruhe) festgelegt. Am Waldsaum und in den Steppenrasen werden Teilflächen gemäht und  aufkommende Gehölze entfernt.